# August Karl Krönig
August Karl Krönig, född 20 september 1822 i Schildesche vid Bielefeld, död 5 juni 1879 i Berlin, var en tysk fysiker. 
Krönig var lärare vid Köllnska gymnasiet i Berlin och därefter vid kungliga realskolan där, till sin död. Han är bekant för en kinetisk gasteori, publicerad i Johann Christian Poggendorffs "Annalen der Physik und Chemie" 1856, vilken sedermera fullkomnades av Rudolf Clausius.